# Our Prayer/Gee
«Our Prayer»/«Gee» — песня американского музыканта Брайана Уилсона из его сольного альбома 2004 года Brian Wilson Presents Smile. Композиция оформлена в виде двухчастного попурри: первая его часть представляет собой бессловесный гимн в стиле а капелла, написанный единолично Уилсоном, в то время как вторая часть композиции является кавер-версией песни «Gee» ду-воп-группы The Crows. Изначально обе композиции были записаны осенью 1966 года и предназначались для незавершённого альбома рок-группы The Beach Boys Smile, лидером и основным композитором которой Уилсон являлся.
В ноябре 1968 года «Our Prayer» была доработана Карлом и Деннисом Уилсонами вместе с Брюсом Джонстоном, которые наложили новые вокальные партии на её оригинальный трек. В таком виде композиция была включена в треклист вышедшего в феврале 1969 года альбома The Beach Boys 20/20, вместе с другой невышедшей композицией из альбома Smile под названием «Cabinessence». В свою очередь «Gee» появилась в сольном альбоме Уилсона Brian Wilson Presents Smile, а позднее композиция была включена в бокс-сет рок-группы The Beach Boys 2011 года The Smile Sessions.

## Описание и запись

### Our Prayer
«Our Prayer» — бессловесный гимн, написанный Брайаном Уилсоном в 1966 году для альбома группы Smile, который впоследствии так и не был закончен. Название может быть отсылкой к стандарту традиционной поп-музыки 1939 года «My Prayer». Изначально песня называлась просто «Prayer».
«Prayer» была записана во время сессий к альбому Smile 19 сентября и 4 октября 1966 года в студии Columbia Studio. Позднее Уилсон написал: «Ребята были поражены аранжировкой. Я учил их по частям, как я обычно это делаю». На записи одной из сессий Уилсон объявляет: «Это вступление к альбому, дубль первый». Алан Джардин замечает Уилсону, что этот фрагмент можно зачесть в качестве отдельного трека, однако Уилсон отверг данное предложение. Эта информация делает «Prayer» единственной композицией альбома Smile, которая имела своё определённое место в альбоме. В другой момент сессии Уилсон просит косяк гашиша и замечает: «Ребята, чувствуете ли вы какую-нибудь кислоту?».
После того, как альбом Smile был снят с производства, «Prayer» была переработана и включена в альбом группы The Beach Boys 1969 года 20/20 под новым названием «Our Prayer». Дополнительные вокальные партии были записаны Карлом Уилсоном, Деннисом Уилсоном и Брюсом Джонстоном, а затем наложены ими же на оригинальный трек композиции 17 ноября 1968 года в студии Capitol Studios.

### Gee
«Gee» — песня американской ду-воп группы The Crows. В своём изначальном виде песня была написана Уильямом Дэвисом, участником и вокалистом группы, вместе с Вайолой Уоткинсом. Записанная в феврале 1953 года, «Gee» была выпущена в марте того же года. Год спустя, в апреле 1954 года, сингл с песней вошёл в Rhythm and Blues чарты журнала Billboard, а также в горячую сотню того же журнала, поднявшись до 2-го и 14-го мест соответственно. «Gee» стала одной из первых записей в стиле ритм-н-блюз, пересекших более широкий рынок поп-музыки.
20 февраля 1967 года рок-группа The Beach Boys записала укороченную кавер-версию песни «Gee» для незавершённого альбома Smile в студии Columbia Studio. Пятеро участников группы, включая Брайана Уилсона вместе со своими братьями Карлом и Деннисом, а также Майком Лавом и Джардином, исполнили совместные вокальные гармонии. Также на данную запись была наложена дополнительная партия Брайана Уилсона, который аккомпанирует себе на пианино с прихватками. Позднее, после снятия альбома Smile с производства, «Gee» была перезаписана заново и включена в сольный альбом Уилсона 2004 года Brian Wilson Presents Smile вместе с композицией «Our Prayer» как попурри в качестве вступительной части к «Heroes and Villains». Впоследствии оригинальная версия композиции появилась на бокс-сете рок-группы The Beach Boys 2011 года The Smile Sessions.

## Композиция

### Our Prayer
Основатель и главный редактор журнала Crawdaddy! Пол Уильямс писал:

Это прекрасное бессловесное вступление для альбома, который по большей части использует слова так же, как струнные и клавишные - для их звучания. Данный подход резко контрастирует с альбомом Pet Sounds, в котором большинство песен имеют названия и тексты, вызывающие определенные ситуации и чувства. Радикализм Smile начинается с того, что он абстрактен, в то время как все предыдущие альбомы The Beach Boys и большинство рок-н-ролльных песен содержат в себе конкретные образы. В них есть слова, и эти слова, как правило, рассказывают историю.
Музыковеды Джон Ковач и Грэм Бун писали: «Представляя собой изощрённое упражнение в гармонической виртуозности, «Our Prayer» позволила The Beach Boys ещё раз продемонстрировать свои вокальные способности и стилистические влияния, уже продемонстрированные в некоторых предыдущих песнях, таких как «Their Hearts Were Full of Spring»». Филипп Ламберт описал произведение как «совмещённые всевозможные приемы хроматической гармонии, когда-либо придуманные или услышанные Уилсоном».

### Gee
Оригинальная версия песни группы The Crows «Gee» начинается с нескольких тактов бессловесного вокала:
duh-duda-duh-duda-duda-duh-duda-duda-duh-duba
затем следуют следующие вокальные партии;
Oh-ho-ho-ho gee, my oh-oh gee-hee, well oh-ho gee, why I love that girl.
наконец участники группы The Crows подхватывают и подпевают следующую фразу:
Love that girl!
Вокальные партии характеризируются использованием вокальных гармоний, а также отдельных слогов, напоминающих эмоциональное пение на улице.
Кавер-версия «Gee» группы The Beach Boys сокращена по длительности почти в два раза. Основная структура сохранена, за исключением замены начальных тактов на строчки следующего содержания: «Doo-du-du-doo-du-du-doo-du-du-doo-du-du», которая повторяется трижды перед переходом в основной припев. Также произошла замена всего инструментария на пианино с прихватками, на котором Уилсон играет вместе с аккомпанирующей ему группой. Кроме того, песня заканчивается партией валторны, на которой играет один из сессионных музыкантов, принимавший участие в записи кавер-версии, Джордж Хайд.

## Кавер-версии

### Our Prayer
- 2001 – An All-Star Tribute to Brian Wilson[англ.]
- 2011 – Salyu[англ.], s(o)un(d)beams+ (как «Our Prayer» ~ «Heroes and Villains»)

## В популярной культуре
- «Mic Check», открывающий трек альбома 1997 года Fantasma[англ.] японского инди-поп музыканта Cornelius[англ.], является отcылкой к песне «Our Prayer»[18].
- «Our Prayer» играет в титрах третьего эпизода американского романтического комедийного телесериала «Наш флаг означает смерть» под названием «Джентльмен-пират»[19].

## Персонал
Кредиты предоставлены от Крейга Словински.

### ВерсияSmile

#### Our Prayer
The Beach Boys
- Алан Джардин, Брюс Джонстон, Майк Лав, Брайан Уилсон, Карл Уилсон, Деннис Уилсон — вокал

#### Gee
The Beach Boys
- Карл Уилсон, Деннис Уилсон, Майк Лав, Алан Джардин — вокал
- Брайан Уилсон — вокал, пианино с прихватками[англ.]
- Джордж Хайд — валторна